# Rhabdoblatta paravicinii
Rhabdoblatta paravicinii är en kackerlacksart som först beskrevs av Hanitsch 1934.  Rhabdoblatta paravicinii ingår i släktet Rhabdoblatta och familjen jättekackerlackor. Inga underarter finns listade i Catalogue of Life.